# RAS-патия
RAS-патии — группа заболеваний, объединяющих синдромы, развивающиеся при нарушении регуляции проведения внутриклеточного сигнала по RAS/MAPK-пути. Этот сигнальный путь регулирует клеточный цикл, участвует в дифференцировке, росте, старении клетки и обеспечивает механизмы апоптоза. Внешние симптомы этих заболеваний могут проявляться пороками сердца, черепно-лицевыми пороками развития, сопровождаться низким ростом, нейрокогнитивными нарушениями и предрасположенностью к развитию онкологических заболеваний. Встречаемость подобных нарушений составляет около 1 случая на 1000 новорождённых. Развитие этих заболеваний связано с мутациями генов: RIT1, SOS2, RASA2, RRAS и SYNGAP1. Большинство ras-патий передаются по аутосомно-доминатному типу наследования..

## Список RAS-патий
К заболеваниям группы RAS-патий относятся:
- Синдром Нунан
- Нейрофиброматоз 1-го типа
- Синдром Нунан с множественными лентиго (синдром LEOPARD)
- Синдром капиллярной и артериовенозной мальформации (СК-АВМ)
- Синдром Костелло
- Кардио-фацио-кожный синдром
- Синдром Легиуса